# Istoria Palestinei

Harta istorică a Palestinei mandatare (și a Palestinei, așa cum este considerată de naționalismul arab palestinian) care prezintă linia de demarcație a Israelului din 1949 - 1967

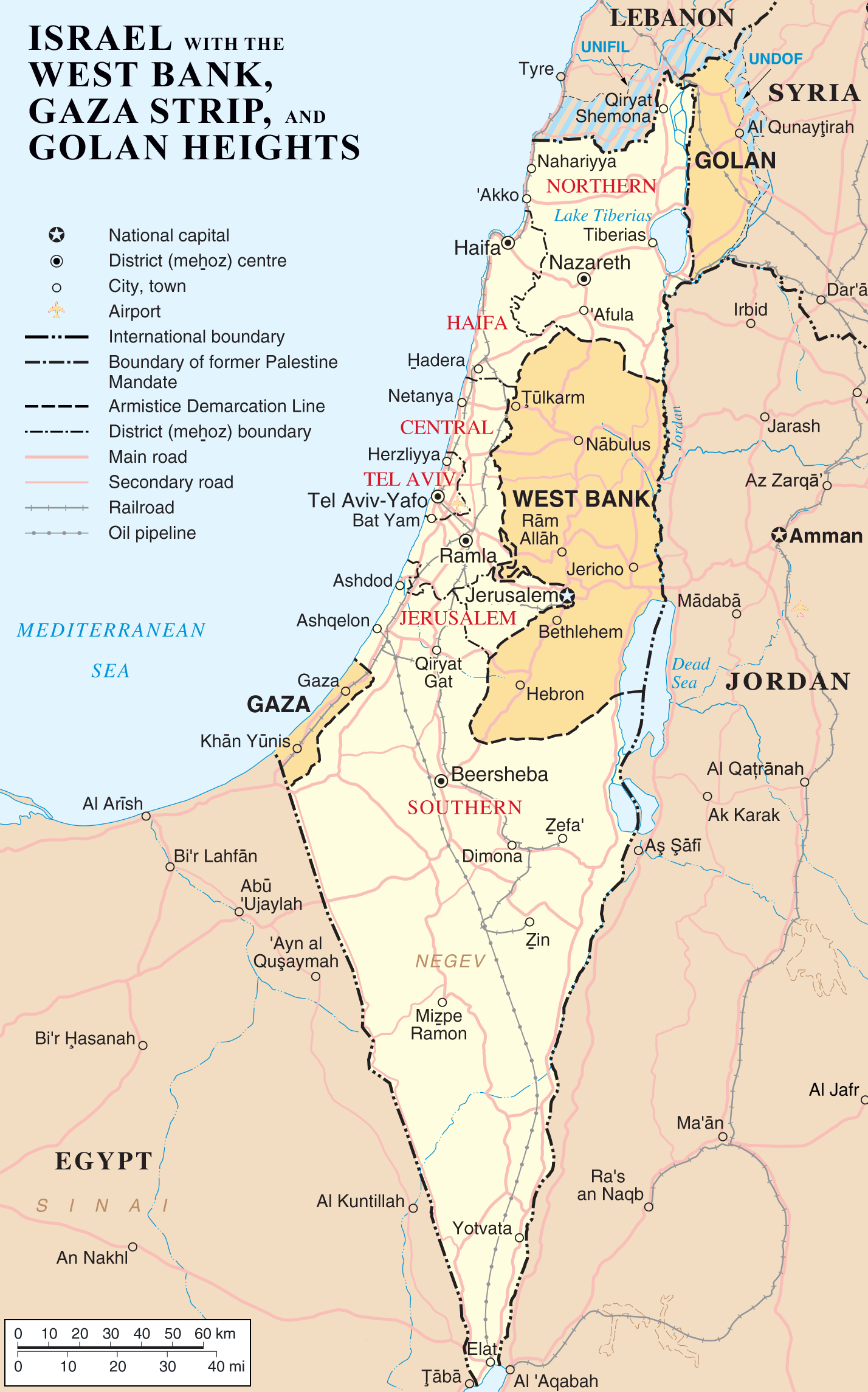
Teritoriul fostei Palestine mandatare, divizată de linia verde din 4 iunie 1967, în urma încheierii controlului iordanian și egiptean în regiune:Israel, Cisiordania și Fâșia Gaza, precum și Platoul Golan,teritoriu sirian deținut din iunie 1967 de Israel, și care nu făcea parte din Palestina mandatară

Istoria Palestinei (arabă تاريخ فلسطين ; ebraică: היסטוריה של ארץ ישראל) este studiul trecutului teritoriului pentru care în anul 1922 Consiliul Ligii Națiunilor a emis Mandatul britanic pentru Palestina. Această regiune se află între șesurile est-mediteraneene de coastă și Iordan, după accepțiuni din vechime întinzându-se și dincolo de acest râu, până spre începutul Deșertului Arab, în Transiordania.     Situată într-un loc strategic între Egipt, Siria și Arabia, fiind și locul de naștere al religiilor avraamice, regiunea are o istorie lungă și zbuciumată, fiind o răscruce a religiei, culturii, comerțului și politicii.
Regiunea a fost locuită în cursul mileniilor mai ales de către popoare de limbi semite, mai întâi canaaneni, amoriți și alte câteva seminții înrudite, apoi evreii, numiți și israeliți sau iudei, ulterior și arabii. Un timp, în antichitate a fost prezent în zona de țărm și un popor de limbă probabil indo-europeană, filistenii, ulterior în perioada elenistică și romană s-a adăugat și o populație elenă.
Palestina a fost dominată de numeroase state, inclusiv Egiptul antic vecin, orașele-state canaanite locale, regatele proprii ale israelițiilor și iudeilor antici, cunoscuți și ca evrei, apoi imperii vecine - asirian, babiloniean, persan  sub Ahemenizi, mai târziu pentru scurt timp și Sasanizi, statele elenistice ale Egiptului lagid  și Siriei seleucide, Imperiul Roman, Imperiul bizantin, Califatele Arabe sunite ale Omeiazilor și Abbasizilor, Califatul Fatimid șiit, regatele cruciaților, inclusiv Regatul latin al Ierusalimului, apoi a făcut parte din statele  musulmane arabofone ale ayyubizilor și mamelucilor, conduse din Egipt, Imperiul Otoman al turcilor, Marea Britanie, statul evreiesc modern Israel, regatul arab al Iordaniei și entitatea arabă palestineană încă în proces de constituire în Cisiordania și Fâșia Gaza.
Alți termeni pentru anumite părți din această zonă sunt: Canaan, Sion, Țara lui Israel,Coelesyria, parte a Siriei-Palestina sau a Shamului, Siria de Sud sau Shamul de Sud, Jund Filastin sau Filastin (versiunea arabă a numelui Palestina), Outremer, Țara Sfântă și Levantul de Sud. Arheologii și istoricii moderni ai regiunii se referă uneori la domeniul lor de studiu ca arheologie siro-palestiniană.

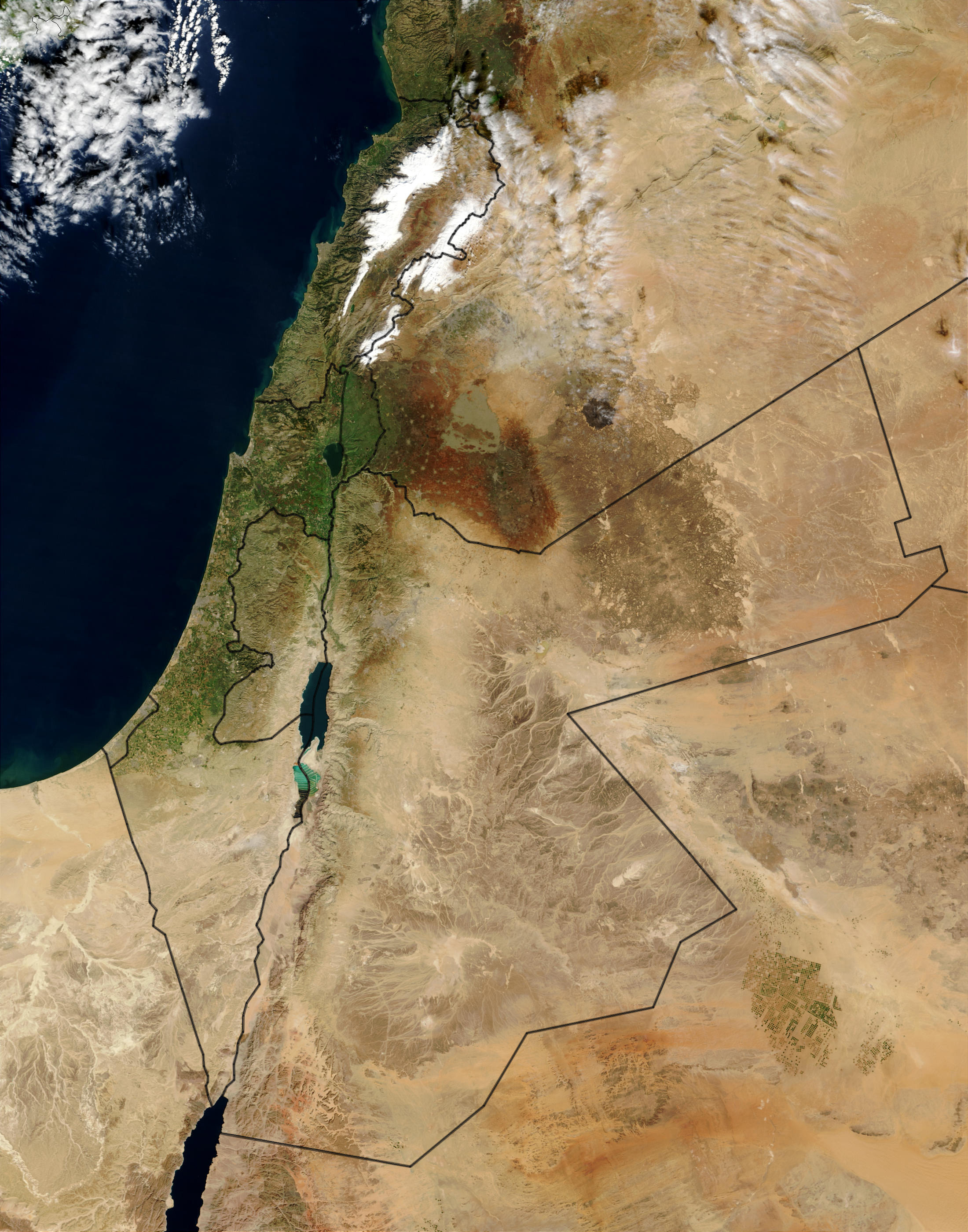

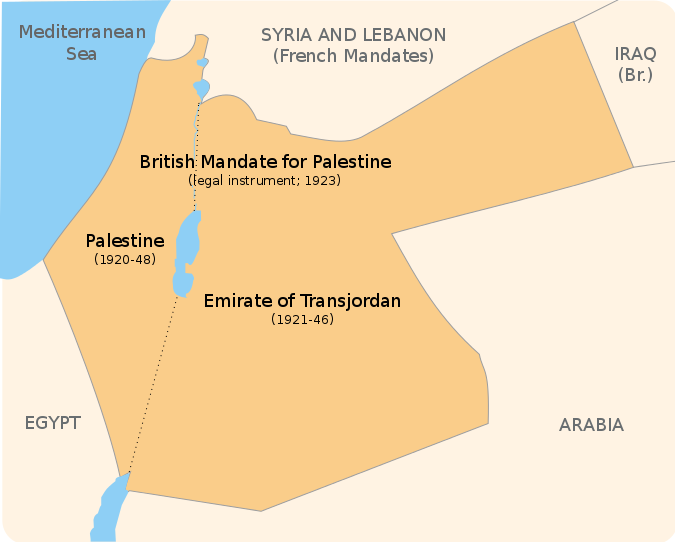

Steagul Autorității Naționale Palestiniene

Steagul Statului Israel

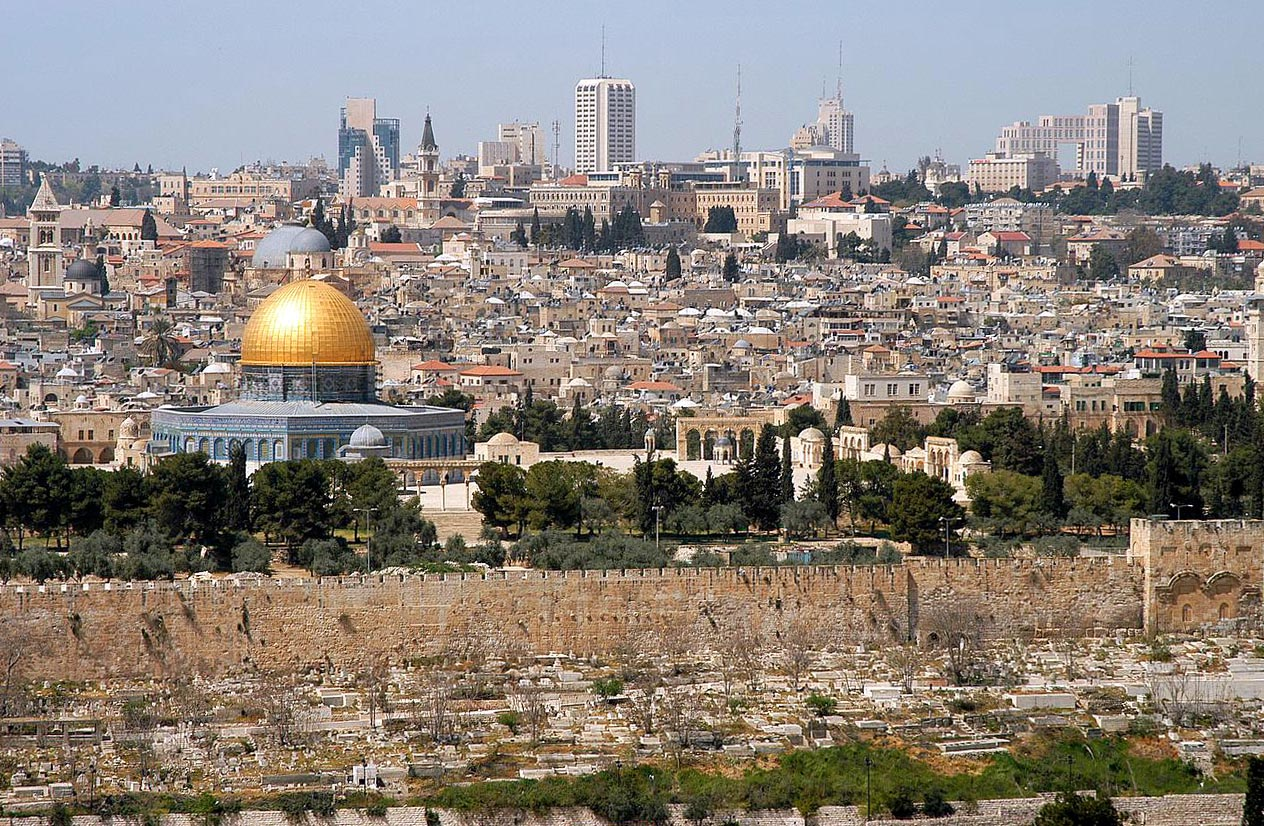
Dome in Jerusalem The Capital City Of Palestine

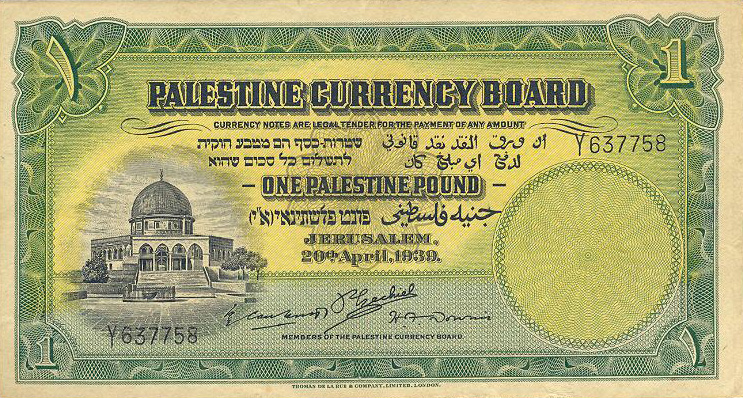

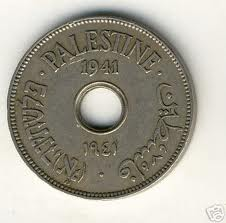

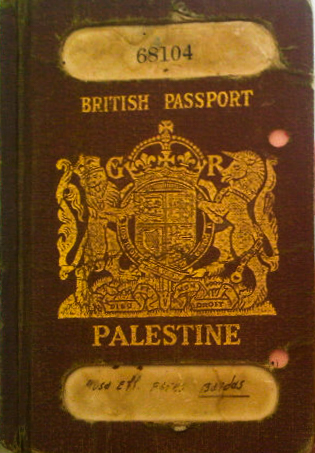

Regiunea se numără printre primele din lume care au avut așezări umane, comunități agricole și civilizație. În timpul epocii bronzului, au apărut state-orașe Canaanite independente, identice în limbă și cultură cu Fenicia aflată la nord, influențate de civilizațiile înconjurătoare ale Egiptului antic, Mesopotamiei, hittiților, Cretei minoice, ale arameilor din Siria, etc.
Între 1550-1400 î.Hr., orașele canaanite au ajuns vasale noului regat egiptean care și-a menținut supremația până în 1178 î.Hr, când, deși a câștigat Bătălia de la Djahy împotriva popoarelor mării, regatul egiptean a intrat în colaps.
Potrivit tradiției religioase antice a Bibliei, țara (atunci numită Canaan) a fost promisă de către Dumnezeu poporului evreu cunoscut in antichitate și ca israelit sau iudeu, ca o moștenire eternă.  Filistenii au sosit în zonă ca o parte a Popoarelor mării, au dominat o vreme zona de coastă și cu timpul s-au amestecat cu populația locală. Regatul ebraic unitar al Israelului, despre care povestește tradiția biblică a evreilor, a fost întemeiat probabil prin jurul anului 1020 î.Hr. și s-a împărțit curând în regatul Israel la nord  și regatul Iuda sau al Iudeei în sud.
Partea de nord a regiunii a devenit parte a imperiului neo-asirian din c. 740 î.Hr., urmat prin 627 î.Hr.. de imperiul neo-babilonian. Ulterior și regatul ebraic de sud, Iudeea, a fost cucerit în anul 586 î.Hr. când capitala lui,Ierusalimul a fost distrus de către regele babilonian Nabucodonosor al II-lea iar o parte din evrei, mai ale pătura conducătoare, au fost deportați în Babilon. Li s-a permis să se reîntoarcă și să reconstruiască orașul în timpul 
stăpânirii imperiului persan ahemenid .
În anii 330 î.Hr., Alexandru cel Mare a cucerit țara lui Israel și regiunea a avut diferite conduceri în timpul războaielor de succesiune, alăturându-se în cele din urmă imperiului seleucid între 219-200 î.Hr.. 

Regatul Iudeei in timpul dinastiei ebraice a Hasmoneilor sec II+I î.H.

În 116 î.Hr., un război civil seleucid a dus la independența unui principat evreu hasmonean în Munții Iudeei. Din 110 î.Hr., dinastia Hasmoneilor și-au extins autoritatea peste o mare parte din Palestina, recreând o entitate teritorială iudeo-samariteano-idumaeano-itureano-galileeană. Controlul iudeu (evreu, vezi Ioudaioi) asupra unei regiuni mai mari a dus la ceea ce avea să devină  cunoscut sub numele de Regatul Iudeea (Yehuda) în sensul larg, Între 73-63 î.Hr., Republica Romană și-a extins influența în regiune în timpul celui de-al treilea război mitridatic, cucerind Iudeea în 63 î.Hr. și divizând fostul Regat Hasmoneu în cinci districte.

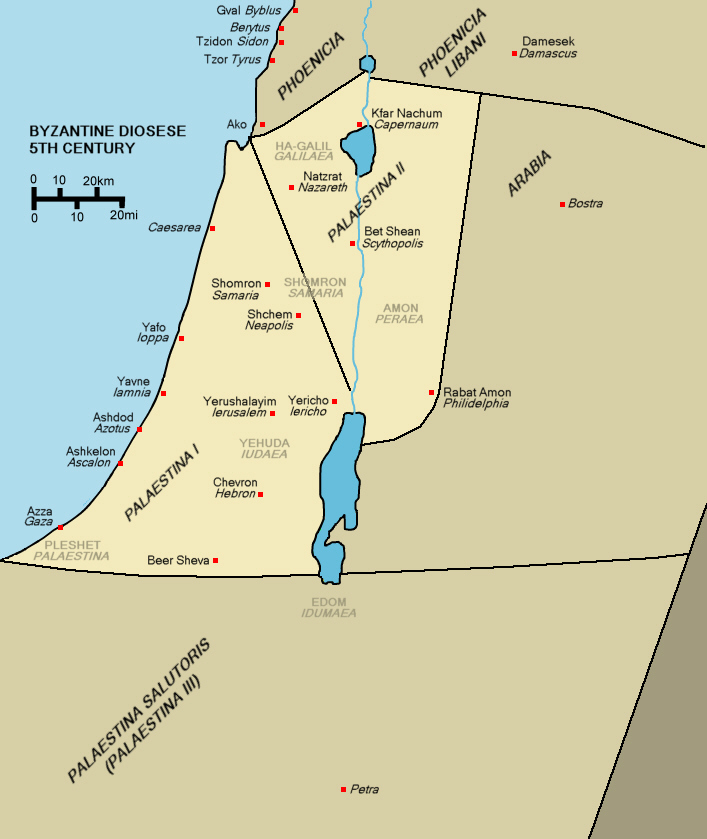
Palestina sub dominație bizantină

. În această perioadă conducerea entităților statale evreiești sub tutelă romană a revenit dinastiei Apatrizilor, sau irodiene, de origine edomită.
Misiunea publică de trei ani a lui Iisus, care a început cu botezarea în râul Iordan și a culminat cu răstignirea Sa, se estimează că a avut loc în perioada 28 - 30 AD, deși istoricitatea lui Iisus este contestată de către unii savanți. În anul 70, Titus a devastat Ierusalimul, ceea ce a dus desființării autonomiei politice, și la exodul evreilor din oraș la Yavne și Pella. În 132, Hadrian a reunit provincia Iudaea cu Galileea, pentru a forma o provincia Siria Palestina, iar Ierusalimul a fost primit numele latin de Aelia Capitolina. Între 259-272, regiunea a ajuns vreme de câțiva ani sub controlul lui Odenatus,regele Palmirei.
După victoria împăratului creștin Constantin cel Mare în războaielor civile ale tetrarhiei (306-324), a început creștinarea Imperiului Roman. În 326, mama lui Constantin, Sfânta Elena a vizitat Ierusalimul și a început construirea de biserici și altare. Palestina a devenit un centru al creștinismului, atrăgând numeroși călugări și cărturari religioși. Reprimarea revoltelor samaritene (484-572) din această perioadă au dus la dispariția in foarte mare parte acestei comunități.
Regiunea s-a unit cu imperiul islamic după Bătălia de la Yarmouk (636) din timpul cuceririi musulmane a Siriei. În 661, după asasinarea califului Ali, Muawiyah I a devenit califul necontestat al lumii islamice după ce a fost încoronat în Ierusalim. În 691, Cupola Stâncii a devenit prima mare lucrare de arhitectură islamică din lume. Umayyazii au fost înlocuiți de Abbasizi în 750. Din 878 regiunea a fost condusă din Egipt de către conducători semi-autonomi timp de aproape un secol, începând cu Ahmad ibn Tulun și terminând cu conducătorii dinastiei Ikhshididă care au fost îngropați în Ierusalim. Fatimidii au recucerit regiunea în 969. În 1073, Palestina a fost cucerită de către Marele Imperiu Seljuk, doar pentru a fi recuperată de către Fatimidi în 1098, de la care au cucerit regiunea cruciații în 1099. Controlul cruciat al Ierusalimului și a celei mai mari părți din Palestina a durat aproape un secol până la înfrângerea lor de către forțele lui Saladin în 1187, după care cea mai mare parte din Palestina a fost condusă de către Ayyubizi. Un stat cruciat rămas de-a lungul orașelor de coastă nordice a supraviețuit timp de un secol, dar, în ciuda celor șapte cruciadele ulterioare, cruciații nu mai erau o putere semnificativă în regiune. Sultanatul mameluc a fost creat în mod indirect în Egipt, ca urmare a celei de-a șaptea cruciade. Imperiul Mongol a ajuns în Palestina pentru prima dată în 1260, ca urmare a incursiunilor mongole în Palestina ale generalului nestorian creștin Kitbuqa, incursiuni care s-au terminat odată cu bătălia de la Ain Jalut (3 septembrie 1260). Începând cu 1486, s-au dat lupte între mameluci și turcii otomani pentru controlul asupra Asiei de Vest, otomanii capturând Palestina în 1516.
În 1832, regiunea a fost cucerită de către vice-regele Egiptului Muhammad Ali, dar în 1840 Imperiul Britanic a intervenit și a redat controlul Levantului turcilor în schimbul viitoarelor capitulații. Sfârșitul secolului al XIX-lea a fost marcat de începutul imigrației sioniste și al renașterii limbii ebraice. Imigrația evreiască pe tot parcursul secolului a dus la concentrații relativ mari de evrei în Ierusalim, Safed, Tiberias și Jaffa. Guvernul britanic a emis Declarația Balfour pro-sionistă în timpul primului război mondial. Britanicii au capturat Ierusalimul o lună mai târziu și li s-a atribuit în mod oficial un mandat pentru administrarea Palestinei în 1922. Mandatul prevedea înființarea unui Cămin național evreiesc în Palestina. Palestinienii arabi s-au revoltat în 1920, 1929 și 1936. În 1947, în urma celui de-al doilea război mondial și a Holocaustului, precum si a intensificării confruntării  între arabi și evrei in Palestina, guvernul britanic și-a anunțat dorința de a încheia mandatul. Ca urmare, Adunarea Generală a Națiunilor Unite a votat pentru împărțirea teritoriului. Arabii au respins planul de împărțire al Națiunilor Unite și a început imediat, cu ajutorul statelor arabe vecine, un război, în momentul în care Statul Israel a fost declarat în 1948. În 1948, în timpul războiului arabo-israelian, Israel a capturat și încorporat majoritatea teritoriului fostei Palestine mandatare, Iordania a capturat regiunea cunoscută astăzi sub numele de Cisiordania și Fâșia Gaza a fost capturată de către statul Egipt până în 1967. În timpul Războiului de Șase Zile din iunie 1967, Israelul a ocupat Fâșia Gaza, Peninsula Sinai, Platoul Golan și Cisiordania. După acest război, Israelul a început o politică de infiintare de colonii sau așezări evreiești pe teritoriile arabe de sub controlul său. Din 1987 până în 1993, a avut loc Intifada palestiniană împotriva Israelului care s-a terminat cu acordurile de pace la Oslo din 1993. În anul 2000, a doua intifadă sau Al-Aqsa a început și Israelul a construit o barieră. Ca urmare a planului Israelului de dezangajare unilaterală din 2004, au fost retrași toți coloniștii și cea mai mare parte a prezenței militare din Fâșia Gaza, însă Israelul a menținut controlul asupra spațiului aerian și de coastă.